# Космат дъб
Косматият дъб (Quercus pubescens) е вид широколистно листопадно дърво от семейство Букови, род Дъб. Високо е до 20 m. Младите клонки и пъпките са гъсто овласени, листата са със силно променливи форма и размери, до 10 cm дълги. Жълъдите са приседнали. Родовото име quercus е латинската дума за дъб, а видовото име pubescens на латински означава "пухест, мъхнат, овласен".

## Разпространение
Косматият дъб има естествено разпространение в Европа – Западна, Централна, Южна и Югоизточна, към Средиземноморието, включително големите острови (без Майорка и Кипър), до Мала Азия, Крим и Южна Русия – Кавказ (локално), достигайки Каспийско море на изток. Quercus pubescens subsp. crispata и Q. p. subsp. subpyrenaica са общоприети подвидове, установени в югоизточната (вкл. България) и съответно югозападната част на ареала на Quercus pubescens. В нашата страна косматият дъб се среща във всички флористични области, заемайки възвишения в равнините и южни склонове в долния планински пояс до 1500 м н.в.; към вида в широк смисъл принадлежат още два таксона (като синоними) с общо средиземноморско разпространение, присъстващи в българската флора – Quercus brachyphylla Kotschy и Quercus virgiliana (Ten.) Ten., за които нашата наука използва имената късолистен и съответно виргилиев дъб.

## Галерия
- Стъбло
- Кора
- Есенна окраска
- Листа
- Мъжки съцветия
- Жълъди
- Quercus pubescens